# Véronique Côté
Véronique Côté, née 1er novembre 1980 à Québec au Canada, est une dramaturge, comédienne, metteuse en scène et chroniqueuse canadienne.

## Biographie
Depuis sa sortie du Conservatoire d'art dramatique du Québec en interprétation en 2002 Véronique Côté a joué et mis en scène de nombreuses productions théâtrales. Au cours de sa carrière, elle travaille avec de nombreux artistes, notamment Marie-Josée Bastien, Lorraine Côté, Frédéric Dubois, Christian Lapointe, Éric Jean, Jean-Sébastien Ouellette, Olivier Choinière, Édith Patenaude, Jean-Frédéric Messier et Frédéric Blanchette. 
Parmi ses collaborations importante figure son implication à titre d’interprète dans la pièce Forêts (2006, tournée jusqu'en 2010) de la trilogie Le sang des promesses de Wajdi Mouawad. Elle participe au cycle de onze heures de représentation de la trilogie (Littoral, Incendies, Forêts) présenté dans le cadre du Festival d'Avignon, dans la cour d'honneur du Palais des Papes. En 2011, elle collabore de nouveau avec le metteur en scène pour la création du spectacle Temps, présenté au Centre du Théâtre d'Aujourd'hui à Montréal.    
À titre de metteuse en scène, elle signe les spectacles Flots - tout ce qui brille voit (2012), Banquet (2011), Show d’vaches au Bitch Club Paradise (2006) et Une année sans été, spectacle qui lui vaut le Masque de la Révélation en 2004. De plus, elle assure la mise en scène de trois créations d'Anne-Marie Olivier, Scalpée (2013), Faire l'amour (2014) et Venir au monde (2017). 
Véronique Côté a une prise de parole publique, à l'oral autant qu'à l'écrit. Elle fabrique du collectif avec des mots, à travers ses activités de comédienne, de metteuse en scène et d'autrice. L'œuvre littéraire de Véronique Côté est un arrimage entre la littérature et le théâtre. Elle est la signataire de plusieurs des essais, pièces de théâtre et recueils de poésie, en plus de signer de nombreuses créations collectives. Son écriture est grandement influencée par l'univers de Wajdi Mouawad.

### Écriture
En 2012 elle publie trente-sept secrets coécrits avec Steve Gagnon sous le titre Chaque automne j'ai envie de mourir (2012), aux éditions Septentrion. Le texte est créé lors de la première édition du spectacle déambulatoire Où tu vas quand tu dors en marchant?  un événement théâtral produit par le Carrefour international de théâtre de Québec (2009-2010). À travers les années, elle poursuit de nombreuses collaborations avec Steve Gagnon. Celui-ci fait notamment partie de l'équipe de créateurs et interprètes des spectacles Attentat (comise en scène avec Gabrielle Côté), la Fête sauvage, ainsi que des collectifs d'auteurs dirigés par Véronique Côté dans lesquels elle joue également. En 2016, Véronique Côté joue sous la direction de Steve Gagnon dans Fendre les lacs présenté au Théâtre Aux Écuries à Montréal. 
En collaboration avec sa sœur, Gabrielle Côté, elle crée Attentat, un assemblage de trente différents textes d'auteurs québécois, puis en 2019, les deux sœurs montent Je me soulève, une pièce poético-théâtrale dans laquelle des acteurs, des musiciens et des enfants créent une œuvre scénique à partir de textes d'une trentaine de poètes québécois.
En 2014, elle signe deux essais aux éditions Atelier 10. La vie habitable: poésie en tant que combustible et désobéissances nécessaires.
Veronique Côté est aussi l'une des huit signataires du texte S'appartenir(e) auprès des autrices Joséphine Bacon, Marjolaine Beauchamp, France Daigle, Rébecca Déraspe, Emmanuelle Jimenez, Catherine Léger et Anne-Marie Olivier. Le texte a été présenté et lu lors de la soirée d'ouverture du Festival du Jamais lu en 2015.

### Activiste et commentatrice
En 2018, elle participe à la rédaction du Pacte pour la transition (écologique et énergétique) qui invite la population et les dirigeants québécois à cesser d'ignorer les constats alarmants des scientifiques en matière d’environnement. Elle fait partie des 500 artistes, scientifiques et personnalités publiques qui appellent le gouvernement à faire des actions concrètes pour lutter contre le changement climatique,,. La même année, ICI Radio-Canada Première publie un manifeste de Véronique Côté qui dénonce le fait que les aliments biologiques puissent être emballés dans du plastique. Elle affirme que 42 % des 8 milliards de tonnes de plastique fabriqués depuis les années 1950 « ont servi comme emballage ou en usage unique ».
Enfin, Véronique Côté tient une chronique ponctuelle dans Le Devoir dans le cahier Lire, depuis 2017. Elle est également collaboratrice à la radio de Radio Canada à l’émission Plus on est de fous, plus on lit, depuis 2014

## Œuvres

### Essais
- Faire corps : guerre et paix autour de la prostitution en tant que fatalité, Montréal, Atelier 10, 2022, 110 p.  (ISBN 9782897596255)
- Ne renonçons à rien : le livre de la tournée "Faut qu'on se parle", Montréal, Lux, 2017, 222 p.  (ISBN 9782895962366)
- La vie habitable : poésie en tant que combustible et désobéissances nécessaires, Montréal, Atelier 10, 2014, 95 p.  (ISBN 9782924429129)

### Pièce de théâtre
- La paix des femmes, Montréal, Atelier 10, 2022, 129 p.  (ISBN 9782897596231)
- Les choses berçantes, 2016-2018
- L’Art de la chute (collectif), Longueuil, L'instant même, 2017-2018, 149 p.  (ISBN 9782895024118)
- Photosensibles (collectif), 2015-2016
- Promenade des écrivains, 2015-2016
- La fête sauvage - collectif d'auteurs. Montréal, Atelier 10,  2015,125 p.  (ISBN 9782897591045)
- La vie habitable: poésie en tant que combustible et désobéissances nécessaires. (2014). Éditeur : Atelier 10, 100 pages.
- S’appartenir(e) [23]-Collectif. (2015). Éditeur : Atelier 10.
- Attentat (collectif), 2014-2017
- Tout ce qui tombe, Montréal, Leméac éditeur, 2012, 125 p.  (ISBN 9782760904286)
- Flots, tout ce qui brille voit, 2012 à 2018
- Chaque automne j’ai envie de mourir, co-écrit avec Steve Gagnon, Québec, Éditions du Septentrion,  2012, 191 p.  (ISBN 978-2-89448-686-3)
- Jardins secrets, co- écrit avec Steve Gagnon, 2009-2010

### Comédienne
- 2014-2017 : Attentat, Théâtre [mo], Théâtre de Quat’sous, Carrefour international de théâtre de Québec, Théâtre Périscope
- 2016 : Fendre les lacs, texte de Steve Gagnon, Théâtre du Périscope, Théâtre aux Écuries
- 2015-2016 : 1984, Texte de George Orwell, Théâtre du Trident, Théâtre Denise-Pelletier
- 2014-2015 : La fête sauvage, Jamais Lu, Théâtre de Quat’sous
- 2014 : S’appartenir(e), Jamais Lu / Trident, CNA (Ottawa)
- 2014 : Chante avec moi, d'Olivier Choinière, Théâtre du Trident
- 2014 : Mois d’Août, Osage County, de Tracy Letts, Théâtre du Trident
- 2013 : Dévadé, de Réjean Ducharme, Théâtre La Bordée
- 2011-2013 : Laurier-Station, mille répliques pour dire je t’aime, d’Isabelle Hubert, Compagnie dramatique du Québec, Théâtre Périscope, Tournée au Québec
- 2011-2012 : Temps, de Wajdi Mouawad, Théâtre du Trident, CNA, Centre du théâtre d’Aujourd’hui, Tournée en France
- 2010 : Don Juan, de Molière, Théâtre du Trident
- 2010 : Inès Pérée et Inat Tendu, de Réjean Ducharme, Théâtre des Fonds de Tiroirs, Studio d’essai de Méduse
- 2006-2010 : Forêts et Le sang des promesses, de Wajdi Mouawad, Abé carré Cé carré et Au carré de l’hypoténus, Espace Go, Théâtre du Trident, CNA, Festival d’Avignon, FTA, Carrefour international de théâtre de Québec, Tournée en France
- 2009 : La robe de Gulnara, texte d’Isabelle Hubert, Compagnie dramatique du Québec, Théâtre de la Bordée, Théâtre I.N.K.
- 2009 : Hedda Gabler, d’Henrik Ibsen, Théâtre La Bordée
- 2008 : Amaurôsis, de Daniele Del Giudice, Théâtre Périscope, Instant Zéro
- 2008 : La Mouette, d’Anton Tchekhov, Théâtre la Bordée
- 2007 : Poésie, sandwichs et autres soirs qui penchent, Attitude Locomotive et Carrefour international de Théâtre de QC
- 2005 : Les enfants du sabbat, d'Anne Hébert, Théâtre du Trident
- 2005 : Une année sans été, de Catherine Anne, Théâtre [mo] et Théâtre Périscope
- 2004 : Wigwam, de Jean-Frédéric Messier, Théâtre des Confettis
- 2004 : Un petit jeu sans conséquence, de Jean Dell et Gérald Sybleras, Théâtre Voix d’Accès et Théâtre Petit Champlain
- 2004 : L’Histoire des ours pandas racontée par un saxophoniste qui a une petite amie à Francfort, de Matei Visniec, Théâtre des  Insomniaques et Premier Acte
- 2003 : Les Diablogues, de Roland Dubillard, Théâtre [mo] et Premier Acte
- 2003 : Cuisine et dépendances, de Jean-Pierre Bacri et Agnès Jaoui, Théâtre du Palier et Théâtre Petit Champlain
- 2003 : Le Seuil du Palais du roi, de W.B. Yeats, Théâtre Péril, Premier Acte et Salle Fred-Barry
- 2002 : Parents à vie, de Bruno Marquis, Théâtre de Charlevoix

### Metteuse en scène
- 2019 : Je me soulève (collectif), co-mise en scène avec Gabrielle Côté
- 2017 : Venir au monde, d’Anne-Marie Olivier
- 2016-2018 : Les choses berçantes, texte et mise en scène
- 2014-2015 : La fête sauvage (collectif), texte, mise en scène et interprétation
- 2014-2017 : Attentat (collectif), co-mise en scène avec Gabrielle Côté
- 2014-2015 : Faire l’amour, d’Anne-Marie Olivier
- 2013 : Scalpée, d’Anne-Marie Olivier
- 2012-2018 : Flots, tout ce qui brille voit, texte et mise en scène
- 2011 : Banquet, mise en scène et conception
- 2010 : Cabaret Gainsbourg, assistance à la mise en scène
- 2009-2010 : Jardins Secrets, co-écriture avec Steve Gagnon
- 2008 : Le bonheur du vent, de Catherine Anne
- 2008 : La Cerisaie (visite libre), co-adaptation et co-mise en scène avec Frédéric Dubois
- 2008 : Trois versions de la vie, de Yasmina Reza
- 2007 : À tu et à toi, d’Isabelle Hubert, assistance à la mise en scène et régie
- 2005-2007 : Show d’Vaches au Bitch Club Paradise, de Fanny Britt, Isabelle Hubert, Anne-Marie Olivier et autres auteurs
- 2005 : J’aime beaucoup ce que vous faites, de Carole Greep
- 2004 : Ohne, de Dominique Wittorski
- 2004 : Turcaret, d’Alain René Lesage, assistance à la mise en scène
- 2003 : Entre les actes, de Marc Doré d’après Virginia Woolf, assistance à la mise en scène et régie
- 2003-2006 : Une année sans été, de Catherine Anne
- 2002 : L’Opérette imaginaire, de Valère Novarina, assistance à la mise en scène et régie

### Filmographie
- 2010 : Chabotte et filles (série télévisée Télé-Québec)
- 2010 : Complexe G (série télévisée Télé-Québec)
- 2018 : Madame Mollard (court métrage) en 2018
- 2018 : Léo (saison 1, épisode 3) de Fabien Cloutier – préposée au centre d'emploi

## Prix et honneurs
- 2004 : Masque de la Révélation pour Une année sans été
- 2013 : Lauréat Prix de la critique remis par l’AQCT, dans la catégorie Meilleur texte original pour Tout ce qui tombe[24]
- 2013 : Prix littéraire du Gouverneur général, elle est finaliste dans la catégorie Théâtre pour Tout ce qui tombe[25]
- 2013 : Prix des libraires du Québec, elle est finaliste dans la catégorie Roman québécois pour Chaque automne j’ai envie de mourir[26]
- 2013 : Prix Michel-Tremblay de la Fondation CEAD, elle est finaliste dans la catégorie du Meilleur texte dramatique pour Tout ce qui tombe[27]
- 2015-2016 : Prix de la critique remis par l’AQCT, elle est finaliste dans la catégorie « interprétation féminine » pour Fendre les lacs[28]